# La Cour-Marigny

La Cour-Marigny este o comună în departamentul Loiret din centrul Franței. În 1 ianuarie 2022 avea o populație de 367 de locuitori.